# More nad Splitom
More nad Splitom, hrvatski dokumentarni film iz 1999. godine redatelja i montažera Damira Čučića. Scenaristica je Andrea Ćakić. Snimatelj je Boris Poljak. Glazba u filmu je Tome Bebića. Proizvodnja HRT i Hrvatski filmski savez. Video: Beta.

## Cjelovit popis osoba na izradi filma
Producent Dokumentarnog programa Ante Marić. Organizator Silvio Jurić. Rasvjeta Krešimir Bernath. Snimatelj tona Toni Bertović. Stručni suradnik Dražen Lalić. Asistentica redatelja Željka Jakopčević. Snimatelji Silvio Jesenković i Hrvoje Horvat. Direktor fotografije Boris Poljak. Scenaristica Andrea Ćakić. Redatelj i montažer Damir Čučić. Urednik Dokumetarnog programa HTV Miroslav Mikuljan.

## Sadržaj
Priča o razlozima desetorice mladih Splićana zbog kojih su ostali živjeti u Splitu unatoč depresivnoj i beznadnoj atmosferi koja vlada u Splitu.
Protagonisti filma su: glazbenik i slastičar Marinko Biškić, Štefan Karabatić, ugostitelj Goran Matijević Surla, sociolog Dražen Lalić, Torcida Kombi, sociologica Suzana Kunac, novinar Damir Pilić, kostimografica Katarina Pilić (18 godina poslije dobila Zlatnu arenu), glazbenik Sveto Panker i likovni umjetnik Petar Grimani.

## Zanimljivosti
Od snimanja ovog filma Boris Poljak i Damir Čučić stalno surađuju kao redatelj, montažer i snimatelj jedan drugome u filmovima, a poslovna suradnja prerasla je u prijateljstvo.